# 3ivx
3ivx (gesprochen „Thriv-ex“) ist ein MPEG-4-Videocodec von 3ivx Technologies zur Erzeugung von MPEG-4-kompatiblen Dateien. Der Codec stand anfänglich kostenlos zur Verfügung, aber ab Version 5 wird er kommerziell vertrieben.

## Überblick
3ivx ist hauptsächlich für den Gebrauch in eingebetteten Systemen mit geringer Rechenleistung entworfen worden. 3ivx stellt Plug-ins und Filter für Microsoft *.asf und *.avi, sowie für Apple QuickTime zur Verfügung. Außerdem erlaubt es die Erzeugung von *.mp4 Dateien und stellt einen Audiocodec für Erzeugung von AAC-Dateien zur Verfügung.
Offizielle En- und Decoder werden für Windows, macOS und BeOS zur Verfügung gestellt, ältere Versionen gibt es auch für Amiga und Linux. Des Weiteren kann FFmpeg 3ivx decodieren.
Eine weitere Eigenschaft von 3ivx ist seine Unterstützung für Streaming Media, die durch das avi-Dateiformat nicht möglich ist. Dadurch ist 3ivx zum Aufbereiten von Videos für das Internet geeignet.

## Encoder
Bei der Installation des 3ivx-Pakets wird ein Encoder mitinstalliert, der es ermöglicht, Dateien einfach in den 3ivx-Standard umzuwandeln.
3ivx kann im Gegensatz zu anderen MPEG-4-ähnlichen Encodern echtes MPEG-4-Video erzeugen, welches den offiziellen MPEG-4 Spezifikationen entspricht, und man somit kein eigenes Plug-In zum Abspielen braucht. Die resultierende Datei kann von jedem zum MPEG-4-Standard kompatiblen Player abgespielt werden, es ist kein spezieller Decoder nötig.